# Льокбатан (грязьовий вулкан)
Льокбатан (азерб. Lökbatan) — один із найбільших у світі грязьових вулканів. Розташований неподалік від однойменного селища в Гарадагському районі Баку. З 1998 року входить до списку Світової спадщини ЮНЕСКО.
У 1933 році, пробуривши свердловину біля підніжжя вулкана, геологи виявили великі запаси нафти і газу в регіоні. Саме завдяки цьому факту згодом з'явилася теорія про безпосередній зв'язок грязьових вулканів із вуглеводневими родовищами.
Льокбатан є найактивнішим грязьовим вулканом у світі: з 1810 року було зареєстровано 25 вивержень, останнє з яких зафіксовано 2 травня 2017 року. Характер поведінки вулкана змінюється: як правило, йому властивий пелейський тип виверження, під час якого відбувається перелив бруду, що надбудовує його конус, однак іноді відбувається бурхливе виділення газу, який сам загоряється.